# Program Explorer

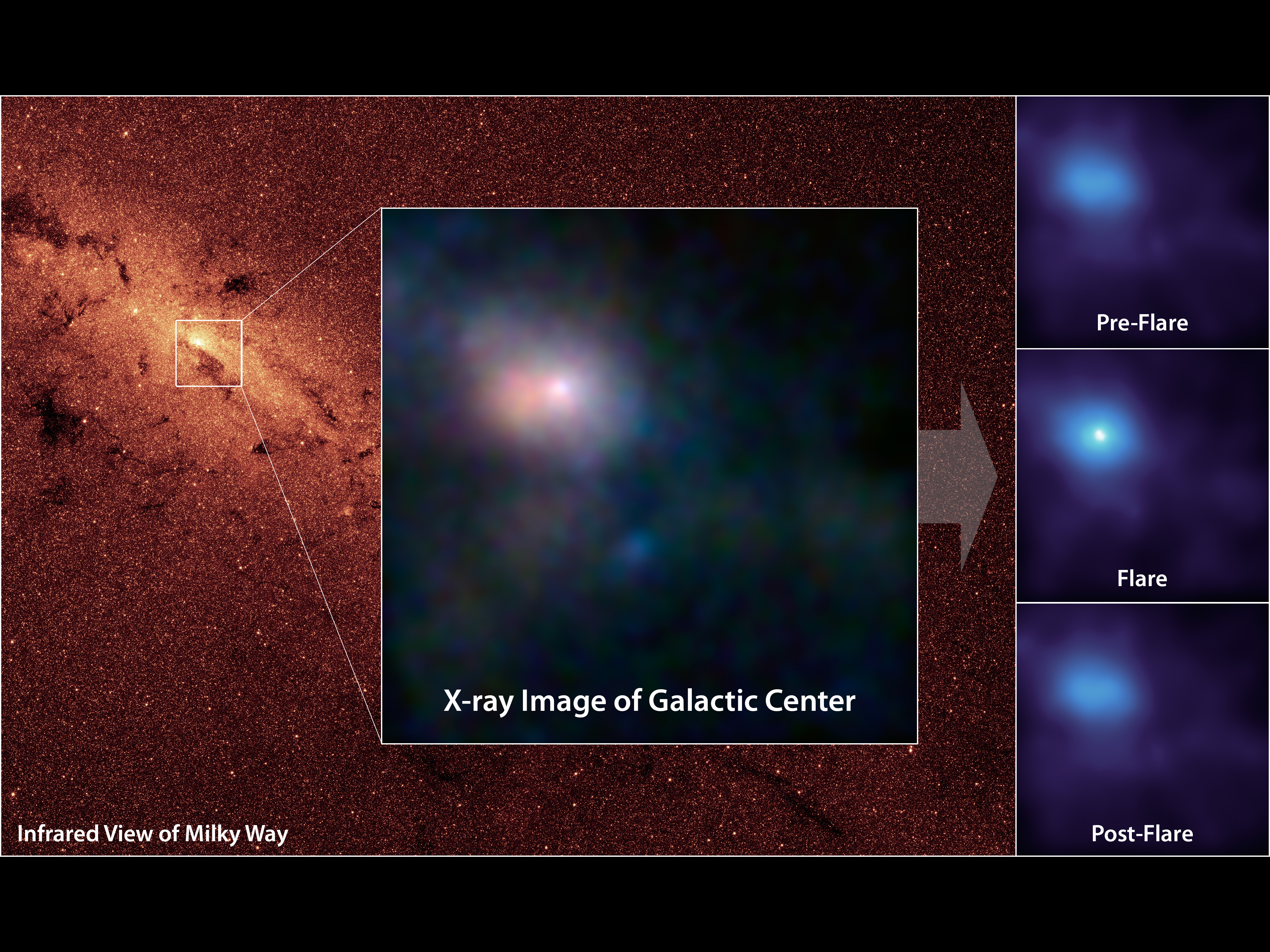
Jedna z misji programu badała powstawanie czarnej dziury w Drodze Mlecznej.

Program Explorer – amerykański program eksploracji kosmosu, którego celem jest prowadzenie badań naukowych w kosmosie z zakresu fizyki, geofizyki, heliofizyki i astrofizyki. Od 1958 utworzono ponad 90 misji kosmicznych, z czego część wciąż jest aktywna. Początkowo program był realizowany przez Siły Zbrojne Stanów Zjednoczonych, a od misji Explorer 6 przejęty przez Centrum Lotów Kosmicznych imienia Roberta H. Goddarda, podlegające NASA.  Sztuczne satelity były wykorzystywane do pomiaru różnych rodzajów promieniowania i pól magnetycznych, rejestrowania mikrometeoroidów, badań geodezyjnych atmosfery Ziemi oraz obserwacji radioastronomicznych.

## Historia
Po umieszczeniu na orbicie ziemskiej przez ZSRR pierwszego sztucznego satelitę 4 października 1957, Stany Zjednoczone przyspieszyły swoje badania nad satelitami. 31 stycznia 1958 roku wystrzelono pierwszego amerykańskiego satelitę Explorer 1, który wykonał badania promieniowania kosmicznego oraz odkrył pasy radiacyjne, nazwane pasami Van Allena. Program badawczy z użyciem tych satelitów został w dużej mierze zrealizowany dzięki Wernerowi von Braunowi przez Centrum Lotów Kosmicznych imienia George’a C. Marshalla i Jet Propulsion Laboratory.

## Misje
| Nr                | Nazwa             | Początek misji       | Cel misji/Odkrycie                                                                                       | Koniec misji         | Powrót do atmosfery  | Źródło            |
| Lata 50. XX wieku | Lata 50. XX wieku | Lata 50. XX wieku    | Lata 50. XX wieku                                                                                        | Lata 50. XX wieku    | Lata 50. XX wieku    | Lata 50. XX wieku |
| ----------------- | ----------------- | -------------------- | --- | -------------------- | -------------------- | ----------------- |
| 1                 | Explorer 1        | 1 lutego 1958        | Odkrycie Pasa Van Allena                                                                                 | 23 maja 1958         | 31 marca 1970        |                   |
| 2                 | Explorer 2        | 5 marca 1958         | Misja nieudana – satelita nie osiągnął orbity.                                                           | –                    | –                    |                   |
| 3                 | Explorer 3        | 26 marca 1958        | Kontynuacja badań Pasów Van Allena.                                                                      | 27 czerwca 1958      | 28 czerwca 1958      |                   |
| 4                 | Explorer 4        | 26 lipca 1958        | Obserwacje magnetosfery oraz przeprowadzenie testów nuklearnych w atmosferze Ziemi.                      | 5 października 1958  | 23 października 1959 |                   |
| 5                 | Explorer 5        | 24 sierpnia 1958     | Misja nieudana – satelita nie osiągnął orbity.                                                           | –                    | –                    |                   |
| 7x                | Explorer 7x       | 16 lipca 1959        | Rakieta zniszczona z powodu stwarzania niebezpieczeństwa.                                                | –                    | –                    |                   |
| 6                 | Explorer 6        | 7 sierpnia 1959      | Badanie magnetosfery.                                                                                    | 6 października 1959  | 1 lipca 1961         |                   |
| 7                 | Explorer 7        | 13 października 1959 | Badanie cząstek energetycznych oraz promieniowania.                                                      | 24 sierpnia 1961     | Na orbicie           |                   |
| Lata 60. XX wieku |                   |                      | |                      |                      |                   |
| –                 | S-46              | 23 marca 1960        | Misja nieudana – utrata łączności z rakietą.                                                             | –                    | –                    |                   |
| 8                 | Explorer 8        | 3 listopada 1960     | Badanie jonosfery.                                                                                       | 27 grudnia 1960      | 27 marca 2012        |                   |
| –                 | S-56              | 4 grudnia 1960       | Misja nieudana – usterka 2. członu rakiety. Celem było zbadanie gęstości atmosfery.                      | –                    | –                    |                   |
| 9                 | Explorer 9        | 16 lutego 1961       | Zbadanie gęstości atmosfery.                                                                             | 9 kwietnia 1964      | 9 kwietnia 1964      |                   |
| –                 | S-45              | 24 lutego 1961       | Misja nieudana – nie włączył się 3. człon rakiety. Celem było zbadanie pola magnetycznego oraz plazmy.   | –                    | –                    |                   |
| 10                | Explorer 10       | 25 marca 1961        | Zbadanie pola magnetycznego między Księżycem a Ziemią.                                                   | 25 marca 1961        | 1 czerwca 1968       |                   |
| 11                | Explorer 11       | 27 kwietnia 1961     | Badanie promieniowania gamma.                                                                            | 17 listopada 1961    | Na orbicie           |                   |
| –                 | S-45A             | 25 maja 1961         | Podobnie jak S-45.                                                                                       | –                    | –                    |                   |
| –                 | S-55              | 30 czerwca 1961      | Misja nieudana – nie doszło do zapłonu silnika 3. stopnia rakiety. Celem było badanie mikrometeoroidów.  | –                    | –                    |                   |
| 12                | EPE-A             | 16 sierpnia 1961     | Badanie Pasów Van Allena, promieniowania kosmicznego oraz magnetosfery.                                  | 6 grudnia 1961       | 31 sierpnia 1963     |                   |
| 13                | S-55A             | 25 sierpnia 1961     | Liczenie mikometeoroidów.                                                                                | 28 sierpnia 1961     | 28 sierpnia 1961     |                   |
| 14                | EPE-B             | 2 października 1962  | Badanie Pasów Van Allena, promieniowania kosmicznego oraz magnetosfery.                                  | 11 sierpnia 1963     | 25 maja 1988         |                   |
| 15                | EPE-C             | 27 października 1962 | Podobnie jak EPE-B.                                                                                      | 30 stycznia 1963     | 15 stycznia 1978     |                   |
| 16                | S-55B             | 16 grudnia 1962      | Badanie mikrometeoroidów.                                                                                | 22 lipca 1963        | Na orbicie           |                   |
| 17                | AE-A              | 3 kwietnia 1963      | Badanie górnej warstwy atmosfery.                                                                        | 10 lipca 1963        | 24 listopada 1966    |                   |
| 18                | IMP-A             | 27 listopada 1963    | Badanie przestrzeni międzyplanetarnej oraz magnetosfery.                                                 | 10 maja 1965         | 30 grudnia 1965      |                   |
| 19                | AD-A              | 19 grudnia 1963      | Badanie gęstości atmosfery.                                                                              | 10 maja 1981         | 10 maja 1981         |                   |
| –                 | S-66              | 19 marca 1964        | Misja nieudana – zbyt mały ciąg rakiety. Celem było badanie magnetosfery.                                | –                    | –                    |                   |
| 20                | IE-A              | 25 sierpnia 1964     | Badanie jonosfery oraz szumu kosmicznego.                                                                | 29 grudnia 1965      | Na orbicie           |                   |
| 21                | IMP-B             | 4 października 1964  | Badanie magnetosfery oraz przestrzeni międzyplanetarnej.                                                 | 13 października 1965 | 30 stycznia 1966     |                   |
| 22                | BE-B              | 10 października 1964 | Badanie jonosfery.                                                                                       | Luty 1970            | Na orbicie           |                   |
| 23                | S-55C             | 6 listopada 1964     | Badanie mikrometeoroidów.                                                                                | 7 listopada 1965     | 29 czerwca 1983      |                   |
| 24                | AD-B              | 21 listopada 1964    | Badanie gęstości atmosfery.                                                                              | 18 października 1968 | 18 października 1968 |                   |
| 25                | Injun 4           | 21 listopada 1964    | Badanie cząstek energetycznych w otoczeniu Ziemi.                                                        | Grudzień 1966        | Na orbicie           |                   |
| 26                | EPE-D             | 21 grudnia 1964      | Badanie Pasów Van Allena, promieniowania kosmicznego oraz magnetosfery.                                  | 27 grudnia 1967      | Na orbicie           |                   |
| 27                | BE-C              | 29 kwietnia 1965     | Badanie magnetosfery.                                                                                    | 20 lipca 1973        | Na orbicie           |                   |
| 28                | IMP-C             | 29 maja 1965         | Badanie magnetosfery i przestrzeni międzyplanetarnej.                                                    | 12 maja 1967         | 4 lipca 1968         |                   |
| 29                | GEOS 1            | 6 listopada 1965     | Badania geodezyjne Ziemi.                                                                                | 23 czerwca 1978      | Na orbicie           |                   |
| 30                | SOLRAD 8          | 19 listopada 1965    | Rejestracja promieniowania emitowanego przez Słońce.                                                     | 5 listopada 1967     | Na orbicie           |                   |
| 31                | DME-A             | 29 listopada 1965    | Badanie jonosfery.                                                                                       | 15 stycznia 1971     | Na orbicie           |                   |
| 32                | AE-B              | 25 maja 1966         | Badanie górnych warstw atmosfery.                                                                        | Marzec 1967          | 22 lutego 1985       |                   |
| 33                | IMP-D             | 1 lipca 1966         | Badanie wiatru słonecznego, plazmy międzyplanetarnej oraz promieniowania Słońca.                         | 21 września 1971     | Na orbicie           |                   |
| 34                | IMP-F             | 24 maja 1967         | Badanie wiatru słonecznego, plazmy międzyplanetarnej oraz promieniowania Słońca.                         | 3 maja 1969          | 3 maja 1969          |                   |
| 35                | IMP-E             | 19 lipca 1967        | Badanie plazmy międzyplanetarnej, wiatru słonecznego oraz promieniowania Słońca.                         | 24 lipca 1973        | Na orbicie Księżyca  |                   |
| 36                | GEOS 2            | 11 stycznia 1968     | Badania geodezyjne Ziemi.                                                                                | 1 lipca 1982         | Na orbicie           |                   |
| 37                | SOLRAD 9          | 5 marca 1968         | Monitorowanie promieniowania słonecznego.                                                                | 30 kwietnia 1974     | 16 listopada 1990    |                   |
| 38                | RAE-A             | 4 lipca 1968         | Badania radioastronomiczne.                                                                              | ?                    | Na orbicie           |                   |
| 39                | AD-C              | 8 sierpnia 1968      | Badanie gęstości atmosfery.                                                                              | 23 czerwca 1971      | 22 czerwca 1981      |                   |
| 40                | Injun 5           | 8 sierpnia 1968      | Badanie magnetosfery.                                                                                    | Czerwiec 1971        | Na orbicie           |                   |
| 41                | IMP-G             | 21 czerwca 1969      | Obserwacja zjawisk zachodzących w jonosferze,                                                            | 23 grudnia 1972      | 23 grudnia 1972      |                   |
| Lata 70. XX wieku |                   |                      | |                      |                      |                   |
| 42                | SAS-1             | 12 grudnia 1970      | Obserwacja promieniowania rentgenowskiego.                                                               | 4 stycznia 1975      | 5 kwietnia 1979      |                   |
| 43                | IMP-H             | 13 marca 1971        | Obserwacja zjawisk zachodzących w jonosferze.                                                            | 2 października 1974  | 2 października 1974  |                   |
| 44                | Solrad 10         | 8 lipca 1971         | Obserwacja promieniowania słonecznego.                                                                   | 30 czerwca 1973      | 15 grudnia 1979      |                   |
| 45                | SSS-A             | 15 listopada 1971    | Badanie magnetosfery.                                                                                    | 30 września 1974     | 10 stycznia 1992     |                   |
| 46                | MTS               | 13 sierpnia 1972     | Badanie meteoroidów (prędkość, spalanie w atmosferze).                                                   | 4 listopada 1974     | 2 listopada 1979     |                   |
| 47                | IMP-I             | 23 września 1972     | Badanie plazmy międzyplanetarnej, wiatru słonecznego oraz promieniowania Słońca.                         | 31 października 1978 | Na orbicie           |                   |
| 48                | SAS B             | 15 listopada 1972    | Skanowanie nieba w zakresie gamma. Odkrycie gwiazdy neutronowej Geminga.                                 | 8 czerwca 1973       | 20 sierpnia 1980     |                   |
| 49                | RAE-B             | 10 czerwca 1973      | Prowadzenie badań radioastronomicznych.                                                                  | 26 kwietnia 1977     | Na orbicie Księżyca  |                   |
| 50                | IMP-J             | 26 października 1973 | Badanie magnetosfery.                                                                                    | 7 października 2006  | Na orbicie           |                   |
| 51                | AE-C              | 16 grudnia 1973      | Badanie górnych warstw atmosfery.                                                                        | ?                    | 12 grudnia 1978      |                   |
| 52                | Injun 6           | 3 czerwca 1974       | Badanie cząstek energetycznych i magnetosfery.                                                           | 28 kwietnia 1978     | 28 kwietnia 1978     |                   |
| 53                | SAS-C             | 7 maja 1975          | Badania z zakresu astronomii rentgenowskiej.                                                             | 7 kwietnia 1979      | 9 kwietnia 1979      |                   |
| 54                | AE-D              | 6 października 1975  | Badanie górnych warstw atmosfery.                                                                        | 29 stycznia 1976     | 12 marca 1976        |                   |
| 55                | AE-E              | 20 listopada 1975    | Badanie górnych warstw atmosfery.                                                                        | 25 września 1980     | 10 czerwca 1981      |                   |
| 56                | ISEE 1, ISEE 2    | 22 października 1977 | Badanie pola magnetycznego.                                                                              | 26 września 1987     | 26 września 1987     |                   |
| 57                | IUE               | 26 stycznia 1978     | Obserwacje kosmosu w zakresie ultrafioletu.                                                              | 30 września 1996     | Na orbicie           |                   |
| 58                | HCMM              | 26 kwietnia 1978     | Pomiary termiczne powierzchni Ziemi.                                                                     | 30 września 1980     | 22 grudnia 1981      |                   |
| 59                | ICE               | 12 sierpnia 1978     | Badanie interakcji między ziemskim polem magnetycznym a wiatrem słonecznym.                              | Hibernacja           | Na orbicie Słońca    |                   |
| 60                | SAGE              | 18 lutego 1979       | Badanie stratosfery (aerozole i ozon).                                                                   | 7 stycznia 1982      | 11 kwietnia 1989     |                   |
| 61                | MAGSAT            | 30 października 1979 | Mapowanie pola magnetycznego Ziemi.                                                                      | 6 maja 1980          | 11 czerwca 1980      |                   |
| Lata 80. XX wieku |                   |                      | |                      |                      |                   |
| 62                | DE 1              | 3 sierpnia 1981      | Badanie interakcji między plazmą a magnetosferą i jonosferą.                                             | 28 lutego 1991       | Na orbicie           |                   |
| 63                | DE 2              | 3 sierpnia 1981      | Jak wyżej.                                                                                               | 1983                 | 19 lutego 1983       |                   |
| 64                | SME               | 6 października 1981  | Badanie procesu niszczenia i tworzenia ozonosfery.                                                       | 4 kwietnia 1989      | 5 marca 1991         |                   |
| 65                | CCE               | 16 sierpnia 1984     | Badanie magnetosfery.                                                                                    | 12 lipca 1989        | Na orbicie           |                   |
| 66                | COBE              | 18 listopada 1989    | Badanie mikrofalowego promieniowania tła.                                                                | 23 grudnia 1993      | Na orbicie           |                   |
| Lata 90. XX wieku |                   |                      | |                      |                      |                   |
| 67                | EUVE              | 7 czerwca 1992       | Obserwacja sfery niebieskiej w ultrafiolecie.                                                            | 31 stycznia 2001     | 30 stycznia 2002     |                   |
| 68                | SAMPEX            | 3 lipca 1992         | Badanie promieniowania kosmicznego i magnetosfery.                                                       | 30 czerwca 2004      | 13 listopada 2012    |                   |
| 69                | RXTE              | 30 grudnia 1995      | Obserwacja nieba w zakresie promieniowania rentgenowskiego.                                              | 5 stycznia 2012      | Na orbicie           |                   |
| 70                | FAST              | 21 sierpnia 1996     | Badanie zjawiska zorzy polarnej.                                                                         | 1 maja 2009          | Na orbicie           |                   |
| 71                | ACE               | 25 sierpnia 1997     | Ostrzeganie o burzach magnetycznych.                                                                     | Aktywny              | Na orbicie Lissajous |                   |
| 72                | SNOE              | 26 lutego 1978       | Badanie koncentracji tlenku azotu w termosferze.                                                         | 13 grudnia 2003      | 13 grudnia 2003      |                   |
| 73                | TRACE             | 2 kwietnia 1998      | Obserwacja fotosfery oraz obszarów przejściowych do korony słonecznej.                                   | 21 czerwca 2010      | Na orbicie           |                   |
| 74                | SWAS              | 6 grudnia 1998       | Badanie składu i struktur obłoków międzygwiazdowych oraz badania procesu formowania się gwiazd i planet. | 1 sierpnia 2005      | Na orbicie           |                   |
| 75                | WIRE              | 5 marca 1999         | Badania z zakresu podczerwieni; główna misja nie udała się z powodu awarii chłodziwa.                    | 10 maja 2011         | 10 maja 2011         |                   |
| 76                | TERRIERS          | 18 maja 1999         | Misja nieudana – urządzenia zawiodły wkrótce po osiągnięciu orbity.                                      | 18 maja 1999         | Na orbicie           |                   |
| 77                | FUSE              | 23 czerwca 1999      | Badania z zakresu promieniowania ultrafioletowego; badanie początków Wszechświata.                       | 18 października 2007 | Na orbicie           |                   |
| XXI wiek          |                   |                      | |                      |                      |                   |
| 78                | IMAGE             | 25 marca 2000        | Badanie zmian w magnetosferze pod wpływem wiatru słonecznego.                                            | 18 grudnia 2005      | Utrata kontaktu      |                   |
| 79                | HETE-2            | 9 października 2000  | Detekcja wybuchów promieniowania gamma.                                                                  | ?                    | Na orbicie           |                   |
| 80                | WMAP              | 30 czerwca 2001      | Pomiar temperatury promieniowania reliktowego.                                                           | Wrzesień 2010        | Na orbicie Lissajous |                   |
| 81                | RHESSI            | 5 lutego 2002        | Obserwacja rozbłysków słonecznych.                                                                       | Aktywny              | Na orbicie           |                   |
| 82                | CHIPSat           | 13 stycznia 2003     | Badania spektroskopowe w paśmie skrajnego ultrafioletu.                                                  | 11 kwietnia 2008     | Na orbicie           |                   |
| 83                | GALEX             | 28 kwietnia 2003     | Obserwacja kosmosu w zakresie promieniowania ultrafioletowego.                                           | 28 czerwca 2013      | Na orbicie           |                   |
| 84                | SWIFT             | 20 listopada 2004    | Badanie rozbłysków promieniowania gamma.                                                                 | Aktywny              | Na orbicie           |                   |
| 85 – 89           | THEMIS A-E        | 17 lutego 2007       | Badania magnetosfery, zórz polarnych oraz zjawisk z nimi związanych.                                     | Aktywne              | Na orbicie           |                   |
| 90                | AIM               | 25 kwietnia 2007     | Badanie obłoków srebrzystych.                                                                            | Aktywny              | Na orbicie           |                   |
| 91                | IBEX              | 19 października 2008 | Badanie obszarów między Układem Słonecznym a przestrzenią międzygwiezdną.                                | Aktywny              | Na orbicie           |                   |
| 92                | WISE              | 14 grudnia 2009      | Odkrycie brązowych karłów oraz planetoidy trojańskiej.                                                   | Aktywny              | Na orbicie           |                   |
| 93                | NuSTAR            | 13 czerwca 2012      | Obserwacja wysokoenergetycznego promieniowania rentgenowskiego.                                          | Aktywny              | Na orbicie           |                   |
| 94                | IRIS              | 27 czerwca 2013      | Obserwacje Słońca.                                                                                       | Aktywny              | Na orbicie           |                   |
| –                 | Hitomi            | 17 lutego 2016       | Badanie promieniowania X w paśmie 0,3 – 600 keV.                                                         | 26 kwietnia 2016     | Na orbicie           | [ 5 ]             |
| –                 | NICER             | 3 czerwca 2017       | Badanie m.in. gwiazd neutronowych i materii egzotycznej.                                                 | Aktywny              | Na orbicie           | [ 6 ]             |
| –                 | GOLD              | 25 stycznia 2018     | Obserwacja termosfery i jonosfery.                                                                       | Aktywny              | Na orbicie           | [ 7 ]             |
| 95                | TESS              | 18 kwietnia 2018     | Obserwacje tranzytów planet pozasłonecznych.                                                             | Aktywny              | Na orbicie           | [ 8 ] [ 9 ]       |
| –                 | ICON              | połowa 2018          | Badanie wpływu pogody kosmicznej na systemy satelitarne (np. GPS).                                       | Planowany            | –                    | [ 10 ] [ 11 ]     |